# 稲垣吉彦
稲垣 吉彦（いながき よしひこ、1930年9月10日 - 2013年4月8日）は、日本の言語学者、評論家、アナウンサー。

## 人物
神奈川県生まれ。本名・文男。慶應義塾大学経済学部卒業。NHKアナウンサー、NHK放送文化研究所主任研究員、文教大学情報学部教授を歴任。2001年退職。流行語などについて著作を多く著し、1971年から2013年まで『現代用語の基礎知識』の執筆にも携わった。2013年4月8日、肺炎のため死去。82歳没。

## 著書
- 『気になることば』三省堂新書 1972
- 『ことばの情報歳時記』創拓社 1979 「ことばの四季報」中公文庫
- 『現代世相語』オンタイム出版創拓社 1980
- 『「自分」を創る技術 知的インプットのための18章』PHP研究所 1981
- 『榾火は消えて 農民群像の記録』作品社 1981
- 『ことばの輪』文芸春秋 1983
- 『最近日本語事情』大修館書店 1983 「最近日本語歳時記」河出文庫
- 『人を動かす話術の研究』PHP研究所 1984 「自己表現の技術 ひとを動かすものは何か」文庫
- 『入門マスコミ言語論』大修館書店 1987
- 『発想戦略 頭を柔らかくして心を強くする方法』大和出版 1988
- 『流行語の昭和史』読売新聞社 1989
- 『絶対内定の作文・小論文 大学生の就職活動完全対策』メディアファクトリー 1996
- 『絶対内定の作文・小論文 マスコミ完全対策』メディアファクトリー 1998
- 『平成・新語×流行語小辞典』講談社現代新書 1999
- 『いつまでも忘れたくない日本語』編著 自由国民社 2002
- 『言葉に思いを込める技術 先達たちはどんな言葉で人の心をつかんだか』自由国民社 2003

## 参考
- 『いつまでも忘れたくない日本語』著者紹介
- 著名人の訃報